# Ханс Карл Артман (награда)
Литературната награда „Ханс Карл Артман“ (на немски: H. C. Artmann-Preis) е учредена през 2004 г. от град Виена като отличие за „изтъкнати постижения в областта на лириката“. Наградата е създадена в чест на писателя Ханс Карл Артман и с нея се удостояват виенски писатели, чиито произведения „издават силно отношение към Виена или имат връзка с творчеството на Артман.“
Отличието се присъжда на всеки две години и е на стойност 10 000 €.

## Носители на наградата
- 2004: Петер Уотърхаус
- 2006: Фердинанд Шмац
- 2008: Освалд Егер
- 2010: Ервин Айнцингер[1]
- 2012: Франц Йозеф Чернин[2]
- 2014: Елфриде Чудра
- 2016: Анселм Глюк[3]